# GT–SZ
A GT–SZ (cirill betűkkel: ГТ–С), gyári jelzéssel GAZ–47 szovjet nagy terepjáró képességű  lánctalpas teherszállító jármű, melyet 1954–1964 között gyártott a Gorkiji Autógyár (GAZ). Polgári és katonai célra egyaránt használták. Továbbfejlesztett változata a GT–SZM (GAZ–71).

## Története
A hó- és mocsárjáró járművet nehéz útviszonyok és szélsőséges klimatikus viszonyok közötti használatra, személyek és rakományok szállítására, valamint vontatásra szánták. A Gorkiji Autógyárban már az 1940-es évek végén kísérleteztek hó- és mocsárjáró járművekkel. Az első ilyen kísérleti típus az SZ–20 volt, amely a második világháború alatt a Szovjetuniónak szállított Bormabrdier járműveken alapultak. Később ezt követték az SZ—21 (GPI–21), SZ–22 (GPI–22) járművek. A GAZ-nál emellett féllánctalpas teherautókkal is kísérleteztek. Ilyen volt az AP–41 (GAZ–41) tehergépkocsi, amely azonban terepjáróképességben elmaradt az SZ–22 mögött. Ezek közül egy sem jutott el a sorozatgyártásig. 1951-ben. 1951 nyarán a szovjet vezetés utasította a GAZ-t, hogy év végéig mindenképpen készítsen el három prototípust. A jármű tervezése ezt követően kezdődött el a Gorkiji Autógyár tervezőirodájában Sz. B. Mihajlov vezetésével. A fejlesztés során felhasználták a GAZ-nál a második világháború alatt a T–60 és T–70 könnyű harckocsik gyártása során a lánctalpas járművekkel szerzett tapasztalatokat.